# Georg Dibbern

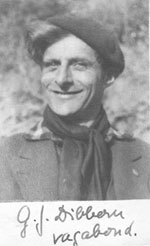
Georg Dibbern

Georg Johann Dibbern, auch George John Dibbern (* 26. März 1889 in Kiel; † 12. Juni 1962 in Auckland) war ein deutscher Autor, Freigeist und selbsterklärter „Weltbürger“.

## Leben
Georg Johann Dibbern wurde 1889 in Kiel als Sohn des Kapitäns Adolph Friedrich Dibbern (1845–1895) und dessen Frau Emma Juliane Tantau (1850–1907) geboren. Er hatte zwei Schwestern. Im Alter von 50 Jahren starb sein Vater in Folge der Malaria auf See. Aufgrund einer Asthmaerkrankung Dibberns nahm ihn seine Mutter für zwei Jahre nach Sizilien (1899–1901). Nach seiner Rückkehr lebte er erst in Marne, dann in Elmshorn bei seiner Schwester und deren Ehemann.
Dass seine Mutter an Krebs erkrankt war und im Sterben lag, wurde vor Dibbern bis zu seinem Schulabschluss 1907 geheim gehalten. Er entzog sich dem Wehrdienst und fuhr stattdessen zur See, als Maat auf dem Flying P-Liner Pamelia nach Chile und später auf der Antuco. 1909 ging er in Sydney an Land und arbeitete dort als Bauarbeiter am Lithgow-Tunnel (Glowworm Tunnel) und als Kellner am Hydro Majestic Hotel in Medlow Bath in den Blue Mountains. Im Hydro Majestic Hotel lernte Dibbern den Deutschen Wilhelm Hugo Hildebrandt kennen, mit dem er 1910 nach Neuseeland reiste.
1911 kehrte Dibbern nach Sydney zurück, um sich dort als Kanu-Händler selbstständig zu machen. Als größere Geschäftserfolge ausblieben, reiste er nach Neuseeland zu seinem Freund Hildebrandt, der sich dort inzwischen als Wasserarzt in Napier niedergelassen hatte. Da Dibbern einen Führerschein besaß, begann er in der Region um Dannevirke als Fahrer für die Māori zu arbeiten. Später dankte er den Māori dafür, ihm die „warme Seele Polynesiens“ näher gebracht zu haben. Angesichts der politischen Entwicklungen in Zentraleuropa wurde er im Juni 1918 als Kriegsfeind auf Somes Island interniert. Ein Jahr später im Mai 1919 wurde er an Bord der Willochra mit etwa 900 anderen Kriegsgefangenen nach Deutschland zurückgebracht, darunter auch Kapitän Carl Kircheiß und Felix Graf von Luckner.

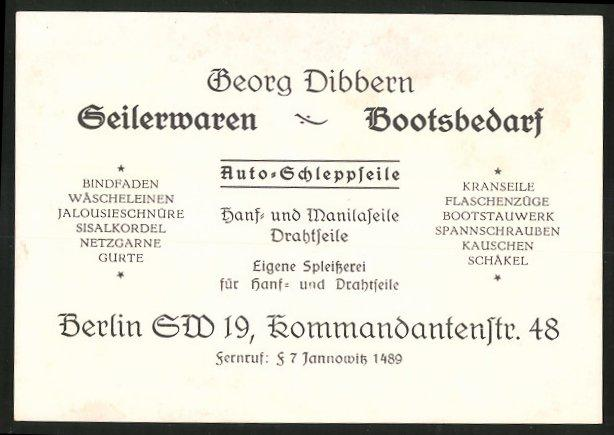
Vertreterkarte G. Dibbern

Noch im selben Jahr lernte er die elf Jahre jüngere Elisabeth Vollbrandt kennen. Sie heirateten im Januar 1921. In Erwartung von in Neuseeland eingefrorenen Geldern kauften sie ein Grundstück in Stocksee. 1921 kam ihr Sohn Jens Rangi zur Welt, verstarb aber schon sechs Monate nach der Geburt. Es folgten drei Töchter: Frauke Wahine (1922), Elke Maata (1924) und Sunke Tai (1925).
In den Jahren der andauernden Deutschen Inflation lebte die junge Familie in großer wirtschaftlicher Not, zumal auch die aus Neuseeland erwarteten Gelder nicht freigegeben wurden. Bald musste das Grundstück in Stocksee verkauft werden. Um den Lebensunterhalt für seine Familie zu sichern, begann Dibbern über seine Erlebnisse in Australien und Neuseeland zu schreiben. Mit Unterstützung seines Freundes Baron Albrecht von Fritsch erschienen kurze Anekdoten und Erzählungen in verschiedenen Blättern, u. a. in der Vossischen Zeitung. Seine Frau Elisabeth fertigte Scherenschnitte in Heimarbeit, deren Verkauf ebenfalls zur Haushaltskasse beitrug. Bis zur Klassifizierung als Entartete Kunst durch die Nazis wurden ihre Arbeiten auch landesweit ausgestellt, so u. a. im Museum Folkwang in Essen. Kurzzeitig betrieb Dibbern auch einen Segel- und Bootsbedarf in Berlin. Einen Teil seiner Einnahmen durch den Grundstücksverkauf investierte Dibbern in die Kieler Werft Tetsche Moeller. Als auch dieses Unternehmen scheiterte, besaß er nur noch eine Segelyacht, einen 10 Meter Doppelender, den er auf den Namen Te Rapunga taufte. Die Inspiration für den Namen, der in der Sprache der Māori „Sehnsucht“ oder auch „Dunkle Sonne“ bedeutet, hatte er dem Buch Kulturreich des Meeres (1924) von Kurt von Boeckmann entnommen.
Als Dibbern aufgrund seiner politischen Ansichten immer wieder in Konflikt mit seinen Arbeitgebern und Kollegen kam, sah er sich gezwungen, seine Familie und Deutschland zu verlassen und nach Neuseeland zurückzukehren. Mit sich nahm er seinen Neffen Günter Schramm, seinen Freund Baron Albrecht von Fritsch und dessen Schwester Dorothée Leber von Fritsch. Mit der Te Rapunga stachen sie im August 1930 von Kiel in See. Albrecht verließ als erster die Crew und siedelte 1936 nach England über, wo er später unter dem Pseudonym George René Halkett als Maler und Autor bekannt wurde. Sein bekanntestes Werk The Dear Monster (1939) griff seine persönlichen Eindrücke der Vorkriegszeit auf.
Unterwegs mit der Te Rapunga schloss Dibbern Bekanntschaft mit namhaften Seglern wie Conor O’Brien (Saoirse) und dem Schweizer Maler Charles Hofer und dessen Frau, der Malerin und Autorin Cilette Ofaire (San Luca). Zwischen Ofaire und Dibbern entstand eine enge (Brief-)Freundschaft, die ihn bis zu seinem Tod 1962 begleitete. Um die Bordkasse aufzufüllen, nahm Dibbern bald auch zahlende Gäste an Bord. 1932 fühlte sich die Crew der Te Rapunga bereit, den Atlantik zu überqueren. In Panama trafen sie die Pilotin Elly Beinhorn, in Balboa verließ Dorothée Leber von Fritsch die Yacht. Dibbern und Günter Schramm forderten sich daraufhin mit einem 100-Tage-Schlag ohne Landfühlung heraus. Sie passierten Los Angeles kurz nach der Eröffnung der Olympischen Sommerspiele 1932 auf dem Weg nach San Francisco, wo sie am 20. September 1932 einliefen.

Dibberns Flagge

Im März 1934 lief die Te Rapunga Auckland in Neuseeland an. An Land musste Dibbern feststellen, dass seine 'Spirituelle Māori-Mutter‘ Rangi Rangi Paewai, auf deren Unterstützung er gehofft hatte, inzwischen gestorben war. Er stach wieder in See und nahm am zweiten Trans Tasman Race teil, wo er gegen Johnny Wrays Ngataki segelte. Die Te Rapunga gewann die Regatta von Auckland nach Melbourne (rund 1.630 Seemeilen) mit einer Zeit von 18 Tagen, 23 Stunden und 58 Minuten. Sie gewann ebenfalls das Folgerennen nach Hobart und kehrte dann nach Auckland zurück.
Die Gastfreundschaft, die Dibbern bei seiner Ankunft in Melbourne erfahren hatte, inspirierte ihn dazu, die Te Rapunga zu einem Schiff der Freundschaft und einer Brücke für Toleranz und Brüderschaft zu erklären. Mit einer neuen Besatzung, bestehend aus Roy Murdock, Maurice Black und der einundzwanzigjährigen Eileen Morris, segelte er zu den Cookinseln, Hawaii und weiter in Richtung Norden. Als die Te Rapunga Kanada anlief, führte sie statt der deutschen Hakenkreuzflagge eine von Dibbern selbstkreierte Flagge als Zeichen des Protests gegen die politische Entwicklung in Deutschland. Gleichzeitig wurde die Berliner Wohnung seiner Frau Elisabeth von der Gestapo durchsucht, um Beweise für Dibberns vermeintlich antideutsche Gesinnung zu finden.
Während seines Aufenthalts in Vancouver diktierte Dibbern seine Reiseerlebnisse der Typistin Gladys Nightingale, die später unter dem Namen Sharie Farrell als anerkannte Bootsbauerin in British Columbia bekannt wurde. Auf dem Weg durch Desolation Sound traf er die kanadische Schriftstellerin M. Wylie Blanchet auf der Caprice. Als Dibbern 1939 die Einwanderung nach Kanada verwehrt wurde, wurde er in der Presse als „man without a country“ bekannt. Mit Eileen Morris segelte er die Te Rapunga zurück nach San Francisco, wo er aufgrund seiner Geschichte von Dan Seymour in die Radiosendung „We the People“ eingeladen wurde. In New York reichte er das Manuskript seiner Reiseerlebnisse beim Verlag W. W. Norton ein. Wieder auf See segelte er nach Hawaii. Dort traf er gleich mehrere bekannte Segler und Aussteiger seiner Zeit: Die von Tahiti kommende Viator, den bekannten Franzosen Éric de Bisschop auf dessen Katamaran Kaimiola auf der Passage nach Frankreich, die Ketch Hula Gal auf dem Weg nach Seattle und Kapitän Harry Pidgeon mit seiner Yacht Islander. 1940, acht Jahre bevor der US-amerikanische Schauspieler und Aktivist Garry Davis seine Bürgerrechte aufgab und die Weltbürgerbewegung gründete, reiste Dibbern bereits mit einem selbstgebastelten Pass, der ihn als „Friend of all Peoples“ und „Citizen of the World“ auswies.

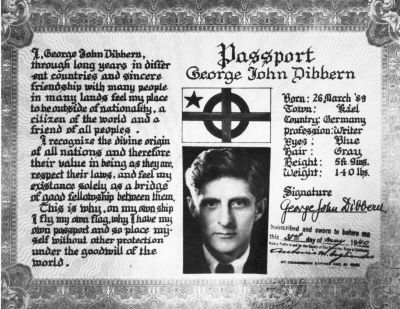
George Dibberns selbstgemachter Reisepass

Als Dibbern auch die Einreise in die USA verweigert wurde, beschloss er 1941, mit Eileen Morris nach Neuseeland zurückzukehren. Auch dort verweigerte man ihm als Deutschen die Einreise. Als potentieller Spion wurde er wie bereits 1918 als Kriegsfeind auf Somes Island interniert. Erst 1946 kam er wieder frei und segelte mit Eileen in die Südsee. Ein Jahr später wurde ihre Tochter, Michaela Lalani Morris, geboren. Unter der tropischen Sonne schrieben sie Artikel über ihre Reisen und arbeiteten zusammen an einem neuen Buch, Ship without port, das jedoch unveröffentlicht blieb. Als Dibbern 1950 wieder nach Hobart zurückkehrte, erregte er einmal mehr Aufsehen mit seinem selbstgebastelten Pass. „WORLD PASSPORT“, berichteten zahlreiche Zeitungen, „German-born John George Dibbern (60) produced a homemade passport when he arrived at Hobart, Tasmania, in his ketch Te Rapunga, from New Zealand - and it was accepted!“ 
I, George John Dibbern, trough long years in different countries and sincere friendship with many people in many lands feel my place to be outside of nationality, a citizen of the world and a friend of all peoples. I recognize the divine origin of all nations and therefore their value in being as they are, respect their laws, and feel my existance solely as a bridge of good fellowship between them. This is why on my own ship I fly my own flag, why I have my own passport and so place myself without other protection under the goodwill of the world.

– Dibberns Pass
Wieder auf dem Festland gewann er bei einer Lotterie 10.000 Pfund. Einen Teil des Geldes investierte er in den Kauf der Inseln Satellite (Woody) Island und Partridge Island mit dem Ziel, dort eine Begegnungsstätte einzurichten. Unterstützung fand er dabei bei einflussreichen Freunden wie u. a. Reg Ansett, dem Gründer der Ansett Airlines, und dem Tasmanischen Ägyptologen und Science-Fiction Autoren Herbert Leslie Greener. Bei seiner Teilnahme am Trans Tasman Race im Jahr 1954 sorgte Dibbern mit einer vollständig weiblichen Crew für Aufsehen. Sie kamen als letzte über die Ziellinie, schrieben aber dennoch Geschichte. Zur selben Zeit verließ Eileen Woody Island, um mit der Tochter Lani nach Napier zurückzugehen und ihr dort seine Schulausbildung zu ermöglichen. Dibbern blieb alleine zurück und fand bald, dass das Landleben ihm nicht zusagte. Er bot die Inseln zum Verkauf an, um wieder in See stechen zu können. „I will sell because I want to sail as that is my life“ schrieb er dem amerikanischen Autoren Henry Miller. Er begann wieder, junge Menschen an Bord zu nehmen und sie das Segelhandwerk und Lebenserfahrung zu lehren. Erstmals führt die Te Rapunga jetzt auch einen Motor. Mit einer ungeübten Crew geriet Dibbern 1959 in einen Hurrikan, bei dem die Te Rapunga ihren Mast verlor und schließlich nur noch mit fremder Hilfe zurück nach Auckland kam.
Das Alter spürend beschloss Dibbern, die Te Rapunga zurück nach Deutschland zu segeln, um dort noch einmal seine Frau und seine Kinder zu sehen, mit denen er während seiner Fahrten seit 30 Jahren in Kontakt geblieben war, ohne je wieder nach Deutschland gekommen zu sein. Auf dem Weg zur Post mit einem Brief an seine Frau Elisabeth in der Hand starb George Dibbern am 12. Juni 1962 in Auckland an einem Herzschlag.

## Beziehung zu Henry Miller
Nachdem Henry Miller Dibberns Buch Quest gelesen hatte und von dessen Geschichte erfahren hatte, nahm er Briefkontakt mit ihm auf. Aus dem ersten Kontakt entwickelte sich eine Brieffreundschaft, die bis Dibberns Tod anhielt. Miller setzte sich dabei auch für die Auszahlung von Dibberns Buchtantiemen ein und organisierte Spendenaktionen, um Dibbern finanziell zu unterstützen. Um den Verkauf des Buches Quest zu unterstützen, schrieb Miller eine positive Besprechung, die erstmals im Circle Magazine 1946 erschien. Der Essay ist seither Teil der Textsammlung Stand Still Like the Hummingbird (1962). Eine deutsche Übersetzung des Essays wurde der deutschen Übersetzung von Quest angefügt. 
Die lange Reise ist nicht eine Flucht, sie ist ein Suchen. Der Mann sucht einen Weg, wie er der Welt von Nutzen sein könnte. Erst am Ziel der Reise wird ihm klar, was seine Aufgabe im Leben ist, »eine Brücke des guten Willens zu sein.« Das ist Georg Dibbern und noch mehr. […]

Dibbern ist weder ein Renegat noch ein Flüchtender, denn der wirkliche Flüchtling ist ein Mann, der sich einer Welt anpaßt, zu der er nicht ja sagt. Nein, es ist die Reinheit und Echtheit von Männern wie Dibbern, die es ihnen schwer macht, sich in unsere Welt einzugliedern. Er strebt verzweifelt danach, teilzunehmen, eins zu werden mit seinen Mitmenschen, aber unter den besten Bedingungen, und das will die Gesellschaft anscheinend nicht erlauben. Er will auch nicht auf den mythischen Tag in grauer Zukunft warten, um sein Idealdasein zu führen. Er will das ideale Leben jetzt, im Augenblick. Und das ist der Unterschied zwischen einem Rebellen und einem Mann von Geist. Es ist ein Unterschied zugunsten Dibberns.
 Selbst in schwierigen Zeiten versuchte Miller, Dibbern und dessen Familie zu unterstützen. Er schickte Hilfspakete an Elisabeth und die Kinder in Deutschland und ermunterte Freunde und Bekannte, dies ebenfalls zu tun. So schenkte er Elisabeth u. a. eine neue Schreibmaschine, nachdem fast all ihr Eigentum in den Wirren des Krieges zerstört worden war. Außerdem versuchte Miller, seinen Verleger davon zu überzeugen, eine deutsche und französische Übersetzung von Quest herauszubringen. Nach dem Krieg besuchte Miller die Dibberns in Berlin.
Als Miller von der gefährlichen Strandung der Te Rapunga im Jahr 1957 hörte, ließ er einen Spendenaufruf drucken, um Gelder für die Wiederherstellung der Yacht zu sammeln.
Zu einer Begegnung des Schriftstellers Henry Miller und dem Brieffreund und Segler George Dibbern ist es nie gekommen.

## Nachleben
Eine von den Nachkommen Dibberns autorisierte Biographie von Erika Grundmann erschien 2004 unter dem Titel Dark Sun: „Te Rapunga“ and the Quest of George Dibbern. Eine Neuauflage seines erstmals 1941 in New York veröffentlichten Buches Quest erschien 2008.
Dibberns Yacht Te Rapunga ging im Laufe der Zeit durch verschiedene Hände, bis sie, fast völlig zerstört, 2017 vom „Bruny Island Costal Retreats und Nature Pact“ in Tasmanien gekauft wurde. Die Wiederherstellung erfolgt durch Denman Marine planmäßig bis zum Australian Wooden Boat Festival 2021.
In Deutschland ist die Geschichte Dibberns weithin in Vergessenheit geraten. Erst in Folge der Recherche und Veröffentlichung der Dibbern-Biographin Erika Grundmann griffen auch deutsche Medien die Geschichte wieder auf. So brachte das mare-Magazin einen Steckbrief unter dem Titel „Törn nach Utopia“ und zuletzt Klassiker!, Mitgliedsblatt des Freundeskreis Klassische Yachten. Bereits am 3. Februar 2013 sendete der SWR ein einstündiges Radio-Feature zu Dibbern.

Jüngst würdigte die Kunstanthropologin Martina Kleiner das Vorbild Dibberns für die Gegenwart: 
Vielleicht mag der Segler George Dibbern, [...], auch nur eine Randnotiz der Geschichte sein. Gleichwohl verweist sie darauf, daß im individuellen Segeln auf kleinen Booten auch eine große, überindividuelle, gesellschafts-idealistische Dimension angelegt ist. Vielleicht kann diese Erinnerung den ein oder anderen [...] zum Nachdenken darüber anregen, Dibberns Utopie aufzugreifen und gerade durch das Segeln „eine Brücke des guten Willens zu sein“. Auf jeden Fall setzte George Dibbern bereits 1937 das Konzept eines gelebten Kosmopolitimsus in aller Konsequenz um.

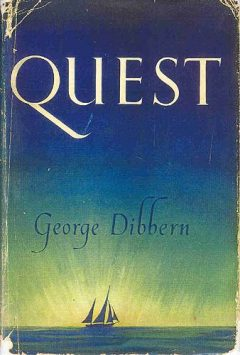
Cover „Quest“ (1941)

## Schriften

### Artikel
- „Eine wilde Fahrt. Erinnerung aus Neuseeland“, Hamburger Anzeiger, 12. April. 1927, S. 1–2
- „Der eilige Fahrgast“, Windausche Zeitung, 16. Feb. 1929, S. 2
- Diverse Aufsätze für das neuseeländische Segelmagazin SeaSpray.

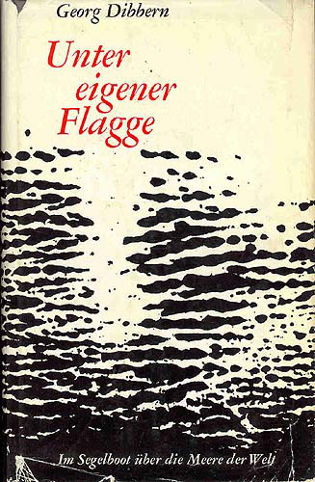
Cover „Unter eigener Flagge“ (1965)

### Bücher
- Quest. W. W. Norton, New York, NY, 1941
  - Nachdruck, RockRead Press, Manson’s Landing, BC, 2008.
  - Georg Dibbern. Unter eigener Flagge. Im Segelboot über die Meere der Welt. Übersetzt von Arno Dohm. Classen Verlag, Hamburg, 1965.
- Ship without Port. Unveröffentlichtes Manuskript.

## Filme
Filme über die Wiederherstellung der Te Rapunga werden in unregelmäßigen Abständen von Bruny Island und Denman Marine auf YouTube und Instagram veröffentlicht. Bruny Island hat außerdem den Kurzfilm „Who is George Dibbern“ online gestellt.